# Oxford Lake
Der Oxford Lake ist ein See in der kanadischen Provinz Manitoba.

## Lage
Er liegt etwa 200 km nordöstlich des Winnipegsee. Die Wasserfläche beträgt 349 km², einschließlich Inseln sind es 401 km². Er wird vom Hayes River von Südwesten nach Nordosten durchflossen. An seinem Abfluss aus dem See befindet sich die Cree-Siedlung Oxford House und der gleichnamige Flugplatz. Der Carrot River mündet in das nordwestliche Ende des Oxford Lake.